# Ухтдорф
Ухтдорф (нем. Uchtdorf) — деревня в Германии, в земле Саксония-Анхальт, входит в район Штендаль в составе городского округа Тангерхютте.
Население составляет 292 человека (на 31 декабря 2008 года). Занимает площадь 8,57 км².

## История
Первое упоминание о поселении относится к 1305 году.
31 мая 2010 года, после проведённых реформ, Ухтдорф вошёл в состав городского округа Тангерхютте в качестве района, а управление Тангерхютте-Ланд было упразднено.